# Carlos Ibáñez de Ibero
Carlos Ibáñez e Ibáñez de Ibero (Barcelona, 14 d'abril de 1825 — Niça, 28 de gener 1891), marquès de Mulhacén fou un militar i científic espanyol principal promotor de la geodèsia a Espanya. Va ser el fundador i primer president de l'Associació Geodèsica Internacional.

## Biografia
Era fill de Martín Ibáñez i de María del Carmen Ibáñez de Ibero. Ingressà a l'Acadèmia d'Enginyers el 10 de setembre de 1839, a Guadalajara. Es va casar en 1861 amb la francesa Juana Baboulène Thénié, a l'església de San Sebastián, i en 1878 amb la suïssa Cecilia Grandchamp y Rosseten, a l'església de San José.
Assolí el grau de subtinent en 1841 i el de tinent en 1843. Ascendí la grau de capità el 13 de maig de 1844 per la seva participació en els successos de l'aixecament d'Espartero i a segon comandant a l'abril de 1848 pel suport que va donar al  General Narváez durant el moviment del 7 de maig d'aquest mateix any i la seva repressió, per la qual cosa se li va concedir Creu de Sant Ferran. En aquest mateix any de 1848 va ascendir a tinent coronel.
Va ser el primer president del Comitè Internacional de Pesos i Mesures, de 1875 a 1891. També va ser el primer director de l'Institut Geogràfic Nacional d'Espanya, creat en 1870; exercint aquest càrrec durant dinou anys, dedicant-li gran part de la seva activitat professional i contribuint a la creació dels Cossos oficials d'Enginyers Geògrafs, d'Enginyers Topògrafs i d'Estadística.
Va ser membre i vicepresident de la Reial Acadèmia de Ciències Exactes, Físiques i Naturals. Va presidir en 1875 la conferència diplomàtica internacional celebrada al pavelló de Breteuil i convocada per determinar el metre i el quilogram internacionals.
Una de les obres principals de l'Institut va ser l'elaboració i publicació d'un mapa topogràfic d'Espanya en escala 1:50.000. Altres treballs realitzats sota l'adreça del general Ibáñez van ser els 'Resultats generals del cens de la població verificat en 1877', el 'Cens de la població d'Espanya en 1877', el 'Moviment de la població en el decenni de 1861 a 1870' i un 'Nomenclator general'.
Va ser inventor del conegut com 'aparell Ibáñez' destinat a mesurar la base de triangulació geodèsica. Va dirigir el mesurament de la base central de la triangulació geodèsica d'Espanya, iniciada en la localitat de Madridejos, província de Toledo entre 1856 i 1859. Un retrat seu forma part de la Galeria de Catalans Il·lustres de l'Ajuntament de Barcelona.

## Obres
- Ibáñez e Ibáñez de Ibero, Carlos. Noticia de los resultados obtenidos en la medición de la base central del mapa de España : leída á la Real Academia de Ciencias en sesión de 30 de noviembre de 1863, 1864.
- Ibáñez e Ibáñez de Ibero, Carlos [et al.]. Base central de la triangulación de España, [en Madrigalejos], 1865.
- Ibáñez e Ibáñez de Ibero, Carlos [et al.]. Base centrale de la triangulation géodésique d'Espagne, 1865.
- Ibáñez e Ibáñez de Ibero, Carlos. Enlace geodésico y astronómico de Europa y África, 1880.
- Ibáñez de Ibero, Carlos. El General Ibáñez de Ibero Marqués de Mulhacén : apuntes para servir a su biografía, 1918.
- Manual del Pontonero
- Experiencias hechas con el aparato de medir bases perteneciente a la comisión del mapa de España (1859)
- Estudios sobre nivelación geodésica (1864)
- Mapa topográfico de España en escala 1:50.000, bajo su dirección
- Resultados generales del censo de la población verificado en 1877, bajo su dirección
- Censo de la población de España en 1877, bajo su dirección
- Movimiento de la población en el decenio de 1861 a 1870, bajo su dirección
- Nomenclator general
- Plano parcelario de Madrid de 1870
- Descripción geodésica de las Baleares